# Суха Балка (місцевість)
Суха́ Ба́лка (іноді також 20 квартал) — житловий масив, розташований у центральній частині Покровського району Кривого Рогу, на правому березі Кресівського водосховища Саксагані. Суха Балка розділена надвоє Ставками. На заході межує із житломасивом Фрунзе (без чіткого розмежування), на північному сході — із 44 кварталом, на сході — із Рибасовим, на південному сході — зі 129 кварталом.

## Загальні відомості
Закладений у 80-х рр. XIX століття з початком промислового видобутку руди. Поруч розташована однойменна балка.
Спершу то були хаотичні споруди із землянок і бараків для сімей гірників. Розвитку набув у 30, 50-70-х роках ХХ ст. Має 16 вулиць, мешкає 12 тисяч осіб.

## Інфраструктура
- Готель «Домашній затишок»
- Готель «Суха Балка»
- Пологовий будинок № 2
- Поліклініка дитяча № 3
- Свято-Стрітенський храм
- Спортивний клуб «Шахтар»
- Стадіон ВАТ «Суха Балка»
- Палац та будинку культури ім. Богдана Хмельницького
- Гірничий технікум Криворізького технічного державного університету
- Гірничо-електромеханічний технікум Криворізького технічного державного університету
- Коледж економіки та управління Київського національного економічного університету ім. Вадима Гетьмана
- Технікум економіки та управління
- Пам'ятник Богдану Хмельницькому
- Кресівське водосховище